# Siphonogorgia densa
Siphonogorgia densa is een zachte koraalsoort uit de familie Nidaliidae. De koraalsoort komt uit het geslacht Siphonogorgia. Siphonogorgia densa werd in 1928 voor het eerst wetenschappelijk beschreven door Chalmers. 